# Mesembrius fulvicauda
Mesembrius fulvicauda är en tvåvingeart som beskrevs av Charles Howard Curran 1947. Mesembrius fulvicauda ingår i släktet Mesembrius och familjen blomflugor. Inga underarter finns listade i Catalogue of Life.